# 上衣文町
上衣文町（かみそぶみちょう）は、愛知県岡崎市の町名。丁番を持たない単独町名である。

## 地理
東部地区に位置し、岡崎東部工業団地の一角に相応する。住宅地は町内を走る市道に沿って形成され、その他は森林、農地として利用される。町内に小字を持つが、丁番は持たない。

### 小字
19の小字が設置されている。
| - 赤岩（あかいわ） - 一ノ木（いちのき） - 井場子（いばご） - 切山沢（きりやまさわ） - 下り松（さがりまつ） - 笹山（ささやま） - 猿田（さるた） | - 生部田（しょうぶた） - 神五鞍（じんごくら） - 杉沢（すぎさわ） - 衣文（そぶみ） - 戸石（といし） - 栃木田（とちのきだ） | - 中屋敷（なかやしき） - 宝辺野（ほうべんの） - 松ノ木田（まつのきだ） - 丸山（まるやま） - 森下（もりした） - 利志君（りしぎみ） |

## 世帯数と人口
2019年（令和元年）5月1日現在の世帯数と人口は以下の通りである。
| 町丁     | 世帯数  | 人口  |
| -------- | ------- | ----- |
| 上衣文町 | 211世帯 | 541人 |

### 人口の変遷
国勢調査による人口の推移。
| 1995年（平成7年）  | 512人 | [ 5 ] |  |
| 2000年（平成12年） | 538人 | [ 6 ] |  |
| 2005年（平成17年） | 531人 | [ 7 ] |  |
| 2010年（平成22年） | 499人 | [ 8 ] |  |
| 2015年（平成27年） | 497人 | [ 9 ] |  |

## 小・中学校の学区
市立小・中学校に通う場合、学区は以下の通りとなる。
| 番・番地等 | 小学校             | 中学校             |
| ---------- | ------------------ | ------------------ |
| 全域       | 岡崎市立本宿小学校 | 岡崎市立東海中学校 |

## 歴史
額田郡上衣文村を前身とする。

### 年表
- [[1889年（明治22年）10月1日 - 町村制施行に伴い、本宿村の大字上衣文となる。
- 1955年（昭和30年）2月1日 - 本宿村が岡崎市に編入され、同市の上衣文町となる。

## 交通
- 国道473号
  - 岡崎額田バイパス
  - 樫山街道（旧国道473号の部分）

## 施設

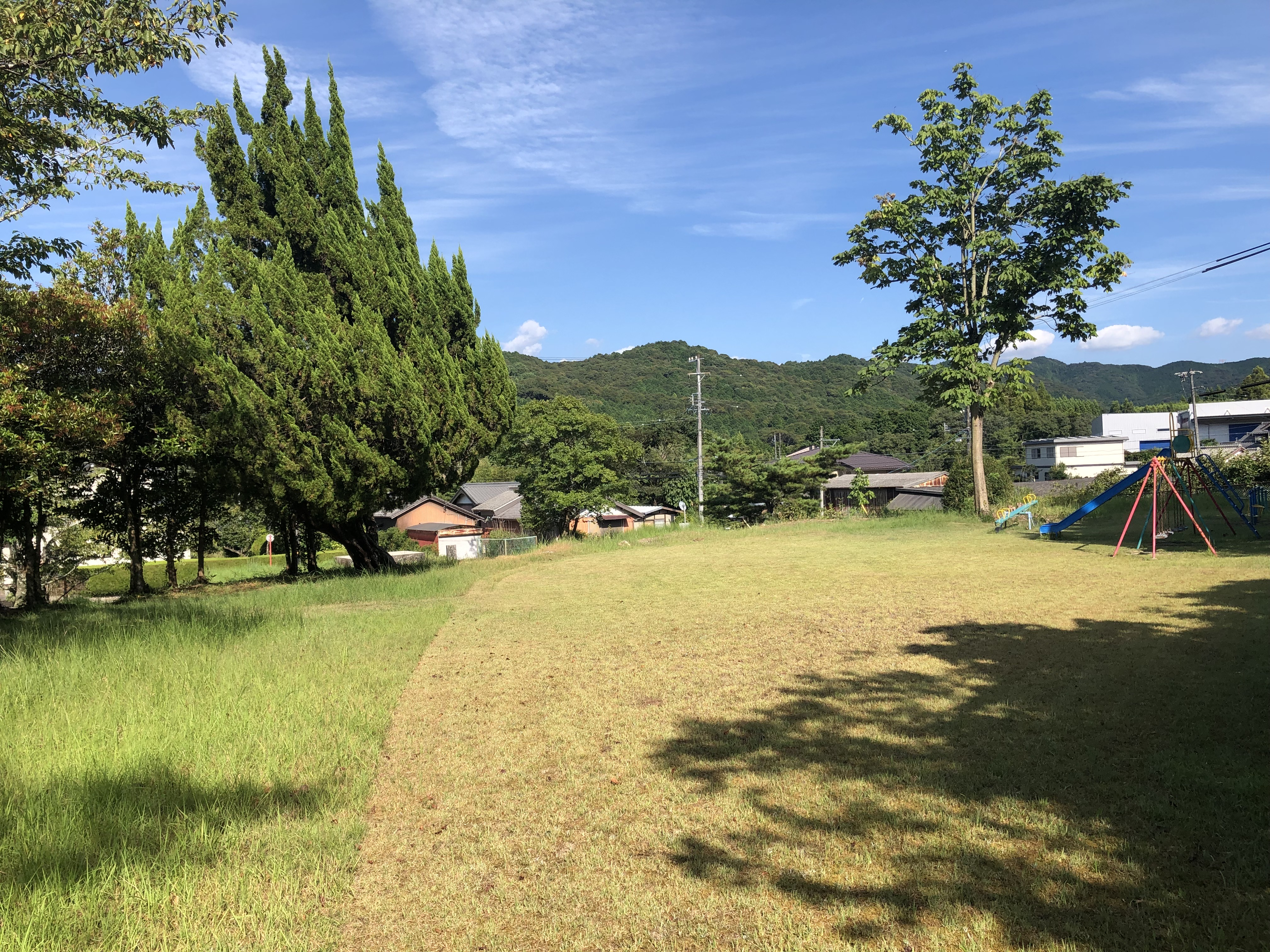
「岡崎市働く者の山の家」の跡地

- 上衣文町公民館
- アイシン 岡崎東工場
- トーアミ 中部事業部第3工場
- スリーボンドファインケミカル 岡崎工場
- 法林寺
- 渭信寺
- 衣文観音

## その他

### 日本郵便
- 郵便番号 : 444-3504[3]（集配局：岡崎郵便局[12]）。